# Капитолийска троица
Капитолийската троица или още и Капитолийската триада са трите върховни божества на култа в Древен Рим – Юпитер, Юнона и Минерва, почитани в Капитолийския храм. 
Терминът Капитолийска троица или триада е въведен през XIX век. Култът може да се базира и на по-стар с етруски произход, за което говорят някои артефакти. Края на култа е белязан от разрушаването на Капитолийския храм от вандалите в 455 г.